# Boljevac
Boljevac (Servisch: Бољевац) is een gemeente in het Servische district Zaječar.
Boljevac telt 15.849 inwoners (2002). De oppervlakte bedraagt 828 km², de bevolkingsdichtheid is 19,1 inwoners per km².
De etnische samenstelling van de gemeente is als volgt: 10.504 (66,28%) Serviërs, 4.162 (26,26%) Vlachen, 229 (1,45%) Roman.
De Vlachen zijn een groep die is verwant aan de Roemenen.